# Pern-Lhospitalet
Pern-Lhospitalet è un comune francese di 925 abitanti situato nel dipartimento del Lot nella regione dell'Occitania. È stato istituito il 1° gennaio 2025 dalla fusione dei precedenti comuni di Lhospitalet e Pern.